# Марк Кевендиш
Марк Сајмон Кевендиш (енгл. Mark Simon Cavendish; Даглас, 21. мај 1985) бивши је британски професионални бициклиста са Острва Мен, који је последње возио за казахстански UCI ворлд тур тим Астана Казахстан. Сматра се једним од најбољих спринтера свих времена; освојио је двапут класификацију по поенима на Тур де Франсу, а по једном класификацију по поенима на Ђиро д’Италији и класификацију по поенима на Вуелта а Еспањи. Рекордер је по броју етапних побједа на Тур де Франсу, гдје их је остварио 35, једну више од Едија Меркса, а остварио је 17 етапних побједа на Ђиро д’Италији и три на Вуелта а Еспањи. Освојио је три пута Шелдепрајс, по два пута Кирн—Брисел—Кирн, Тур оф Катар и првенство Велике Британије у друмској вожњи, док је по једном освојио Свјетско првенство у друмској вожњи, Милано—Санремо, Стер ЗЛМ Тур, Дубаи Тур и Милано—Торино. На писти, освојио је сребрну медаљу на Олимпијским играма у дисциплини омнијум, а троструки је свјетски шампион у дисциплини медисон, освојивши златне медаље 2005. 2008. и 2016. године. Проглашен је за витеза команданта реда Британске империје, једног од највећих одликовања у Уједињеном краљевству.
Професионалну каријеру почео је 2005. када се фокусирао на писту и освојио је Свјетско првенство у дисциплини медисон 2005, као и златну медаљу на Играма Комонвелта 2006, у дисциплини скреч трка. Средином 2006, прешао је у тим Т—мобајл, са којим је 2007. освојио класик Шелдепрајс. Године 2008, освојио је Свјетско првенство у медисону по други пут, Шелдепрајс, двије етапе на Ђиро д’Италији и четири на Тур де Франсу. Године 2009, освојио је Милано—Санремо, а остварио је три етапне побједе на Ђиру и шест на Туру. Године 2010. остварио је четири етапне побједе на Тур де Франсу и три на Вуелта а Еспањи, гдје је освојио и класификацију по поенима.
Године 2011. освојио је Шелдепрајс по трећи пут, двије етапе на Ђиру и пет на Туру, гдје је освојио и класификацију по поенима, након чега је освојио Свјетско првенство у друмској вожњи и Лондон—Сари класик, а добио је награду за Би-Би-Си спортисту године Уједињеног краљевства. Године 2012, прешао је у тим Скај, након што се тим ХТЦ расформирао. Освојио је Курне—Брисел—Курне, двије етапе на Ђиру и Стер ЗЛМ Тур, прву етапну трку у каријери. На Тур де Франсу, возио је заједно са Вигинсом у тиму и остварио је три етапне побједе, док је Вигинс освојио Тур.
Године 2013. прешао је у Омега фарму Квик-степ. Освојио је Тур оф Катар, пет етапа на Ђиру и двије на Туру, а освојио је национално првенство у друмској вожњи по први пут. Године 2014. остварио је 11 побједа, није возио Ђиро, а пао је на првој етапи на Тур де Франсу, због чега је морао да напусти трку. Године 2015, освојио је Дубаи Тур и Курне—Брисел—Курне по други пут, док је на Тур де Франсу остварио једну етапну побједу.
Године 2016. прешао је у тим Дименжен дата. Освојио је Тур оф Катар по други пут, четири етапе на Тур де Франсу, као и сребрну медаљу на Олимпијским играма, док је Свјетско првенство у друмској вожњи завршио на другом мјесту. Године 2017, остварио је једну побједу, на Абу Даби Туру у фебруару, након чега је имао проблема са Епштајн—Баровим вирусом, а Тур де Франс је морао да напусти током четврте етапе, због пада након контакта са Петером Саганом. Године 2018, поново је остварио једну побједу, на Дубаи Туру у фебруару, а Тур де Франс је морао да напусти након етапе 11, јер је завршио ван временског лимита. Године 2019. није остварио ниједну побједу, а није уврштен у састав тима за Тур де Франс. Године 2020. прешао је у Бахреин—макларен; поново није остварио ниједну побједу и није уврштен у тим за Тур де Франс, док је на крају сезоне хтио и да заврши каријеру.
Године 2021. прешао је у Декунинк—Квик-степ, у који се вратио након шест година. На Тур оф Турки трци остварио је четири етапне побједе, што су му биле прве побједе након три године. У јуну, повриједио се први спринтер тима — Сем Бенет и Кевендиш је умјесто њега учествовао у главној примремној трци за Тур де Франс — Тур оф Белгијум, гдје је остварио једну побједу. Бенет се није опоравио на вријеме и уврштен је у тим за Тур де Франс, први пут након 2018. На Туру, остварио је четири етапне побједе, што су му биле прве побједе на трци након пет година, чиме је изједачио рекорд Едија Меркса од 34 побједе, а такође, освојио је класификацију по поенима други пут, први пут након десет година. Године 2022. освојио је Милано—Торино, на свом првом наступу, поставши први британски побједник, а такође и најстарији побједник трке. У наставку сезоне, возио је Ђиро д’Италију први пут након 2013. године и остварио је једну етапну побједу, након чега је освојио првенство Велике Британије у друмској вожњи по други пут, први пут након девет година. Након што тим није хтио да продужи уговор са њим, прешао је у Астану Казахстан 2023. године. Прву побједу у сезони остварио је на последњој етапи на Ђиро д’Италији, у Риму, што му је била 17 побједа у каријери на Ђиру. Возио је Тур де Франс са намјером да обори рекорд по броју побједа, али је пао на осмој етапи и морао је да напусти трку. Године 2024. остварио је побједу на Тур де Франсу, што му је била укупно 35 побједа, чиме је срушио рекорд Едија Меркса. На крају сезоне завршио је каријеру, а на Критеријуму Сингапур у новембру, што му је била последња трка у каријери, побиједио је испред Филипсена.

## Дјетињство и аматерска каријера
Марк Кевендиш је рођен у Дагласу, на острву Мен, од оца Дејвида и мајке Аделе, која је из Јоркшира. Са 13 година почео је да вози бмх у националном спортском центру у Дагласу. Тада је упознао британског професионалног бициклисту Дејвида Милара. Наком што је завршио школу, радио је двије године у банци да би скупио довољно новца да почне професионалну каријеру.
Године 2003, освојио је три златне медаље на Острвским играма.
На Свјетском првенству у бициклизму на писти, у Лос Анђелесу 2005. у пару са Робом Хајлесом, освојио је злато у медисону. Њих двојица нису возили заједно прије тога.

## Професионална каријера

### Почетак каријере
Професионалну каријеру почео је 2005. у тиму Спаркес. Возио је Тур Британије и Тур Берлина.
Године 2006, је почео у тиму Спаркес, који је био развојни тим за Т—мобајл тим.
На Туру Берлина, освојио је двије етапе и класификацију по поенима. Представљао је Острво Мен на играма Коменвола у Мелбурну и освојио је златну медаљу, након чега је дошао у пробу у први тим Т—мобајла. На Туру Британије освојио је класификацију по поенима и три пута је завршавао други на етапама. На крају сезоне потписао је професионални уговор са тимом.
Године 2007, је освојио класик Шелдепрајс, што му је била прва велика побједа на друму. Освојио је по етапу на тркама четири дана Данкека и Вуелта а Каталуња и ушао је у састав тима за Тур де Франс. Пао је и на првој и другој етапи и остварио је два финиша у првих десет, прије него је Тур напустио на осмој етапи, када се кренуло у Алпе.
У својој првој сезони, Кевендиш је остварио 11 побједа, чиме је изједначио рекорд који је до тада држао Алесандро Петаки.

### 2008.
Године 2008, се вратио веледромском бициклизму на Свјетском првенству у Манчестеру, гдје му је партнер био Бредли Вигинс, јер је Хајлес пао на допинг тесту и био је суспендован. Током првог дијела трке, нису били конкурентни, а затим је Вигинс појачао на 35 кругова до циља и освојили су златну медаљу, што је било друго злато за Кевендиша.
У друмском бициклизму, остварио је прве побједе на гранд тур тркама. Освојио је двије етапе на Ђиро д’Италији и четири на Тур де Франс[у. Прву побједу на Туру остварио је на петој етапи, а затим је побиједио и на етапама 8, 12 и 13, а након етапе 14, напустио је Тур да би се спремио за Олимпијске игре у Пекингу. Кевендиш и Вигинс, као свјетски шампиони у медисону, били су први фаворити, али су завршили тек на деветом мјесту. Кевендиш је окривио Вигинса да није сконцентрисан на медисон и да није дао све од себе. Кевендиш је завршио Олимпијске игре као једини члан британског тима који није освојио медаљу.
До краја сезоне остварио је 11 побједа, по три на Туру Ирске и Туру Мисурија, где је освојио и класификацију по поенима. На Туру Романдије, Кевендиш је побиједио на прологу на отварању, испред Вигинса.

### 2009.
Године 2009, је почео на Туру Катара, гдје је водио нову борбу са Томом Боненом, који је освојио једну етапу и класификацију по поенима, док је Кевендиш освојио двије етапе. На Туру Калифорније освојио је двије етапе, оба пута побиједивши Бонена у спринту. Освојио је и класификацију по поенима. Био је и члан британског тима на Свјетском првенству у велодрому, али није освојио медаљу.
Сезону у Европи почео је на трци Тирено—Адријатико, гдје је освојио једну етапу. Након тога, учествовао је на Милано—Санрему. Кевендиш није био фаворит због успона којих је имало, али је успио да их пређе са групом и у спринту је побиједио Хејнриха Хауслера. На трци Три дана Депана, освојио је двије етапе.
На Ђиро д’Италији, екипа Колумбије (раније Т—мобајл) је освојила екипни хронометар на првој етапи, Кевендиш је први прошао кроз циљ и узео је розе мајицу и тако постао први возач са Мена који је обукао лидерску мајицу. На другој етапи, Кевендиш је изгубио у спринту од Петакија, а на трећој је остао затворен након пада и није могао да спринта за побједу. Ипак, побиједио је на три етапе и напустио је Ђиро након етапе 13, да би се спремио за Тур де Франс. Припреме је наставио у јуну на Туру Швајцарске, где је освојио двије етапе.
Током сезоне, Кевендиш је изградио велико пријатељство и партнерство са Марком Реншом, својим лид-аут возачем, који је касније играо кључну улогу за све Кевендишове успјехе. На Тур де Франсу, Кевендиш је остварио шест етапних победа, чиме је поставио нови британски рекорд. Побједом на трећој етапи, Кевендиш је такође поставио британски рекорд, јер је носио зелену мајицу два дана заредом. На последњој етапи, на Јелисејским Пољима, Марк Реншо је толико јако спроводио Кевендиша до побједе да је и сам завршио други.
Након Тур де Франса, Кевендиш је освојио трку Ђиро Бохума, а на Туру Ирске је освојио једну етапу. На Туру Мисурија освојио је двије етапе, али је напустио трку због инфекције, која га је спријечила да буде дио британског тима на Свјетском првенству.

### 2010.
Због здравствених проблема, 2010. је стартовао тек средином фебруара, на трци Вуелта Андалузија, гдје није остварио побједу, а са слабом формом наставио је и на Милано—Санрему, гдје је завршио на 89 мјесту, шест минута иза побједника. Циљеви за 2010. су му били освајање зелене мајице на Тур де Франсу и Свјетског првенства.
Након слабог почетка сезоне, форму је поправио на Вуелта а Каталуњи, гдје је завршио седми на хронометру и освојио једну етапу. Због увредљивог геста на Туру Романдије, након побједе на другој етапи, тим ХТЦ Колумбија је повукао Кевендиша са трке. У мају, возио је Тур Калифорније, умјесто Ђиро д’Италије, гдје је освојио једну етапу. На Туру Швајцарске, Кевендиш је пао током спринта на четвртој етапи, а са њим су пали Хауслер и још неколико возача, тимови су критиковали његов начин вожње.
На Тур де Франсу, Кевендиш је пао на првој етапи, на 3 km до циља и тако остао без могућности да обуче жуту мајицу први пут у каријери. Повреда није била тешка и Кевендиш је до краја остварио пет етапних побједа. Ипак, зелену мајицу је освојио Петаки, са 11 бодова испред Кевендиша.
Наредна трка била му је Вуелта а Еспања. Тим ХТЦ Колумбија је побиједио на екипном хронометру на отварању, Кевендиш је први прошао кроз циљ и узео је лидерску мајицу. На Вуелти је остварио три етапне побједе и освојио је класификацију по поенима.

### 2011.
Прву побједу 2011. остварио је крајем фебруара, на Туру Омана, а затим је освојио класик Шелдепријс трећи пут. Возио је и Париз—Рубе, али га није завршио. На Ђиро д’Италији, на другој етапи је завршио други, иза Петакија. Кевендиш се бунио, јер је Петаки ушао у његову путању. Узео је розе мајицу на трећој етапи, а прву побједу остварио је на десетој етапи. Побиједио је и на етапи 12, а затим је напустио Ђиро.
На Тур де Франсу, остварио је пет побједа, чиме је стигао до 20 побједа на Туру, такође, постао је први возач који је три године заредом побиједио на задњој етапи. На етапи 18, Кевендиш није дошао у предвиђеном временском року, али је временска рампа ухватила велику групу возача и нико није дисквалификован. Кевендишу је одузето 20 бодова, али је ипак освојио зелену мајицу (класификацију по поенима) и тако постао први Британац који је то успио.
Након Тура, освојио је Критеријум Стипхут, одспринтавши на циљу браћу Шлек, Ендија и Френка. Наредне недеље, освојио је класик у Лондону, који је био тест за Олимпијске игре наредне године. Стартовао је Вуелта а Еспању, али је напустио током четврте етапе. Након одустајања са Вуелте, прикључен је тиму за Тур Британије. Побиједио је на првој и на задњој етапи.
Крајем септембра, возио је друмску трку на Свјетском првенству. Британија је била у најјачем саставу и контролисали су трку до циља, када је Кевендиш у спринту побиједио Грајпеја и Госа. Постао је други британски свјетски шампион, након Тома Симпсона 1965.
На крају сезоне, након много спекулација, озваничен је прелазак Кевендиша у тим Скај, јер се ХТЦ угасио на крају 2011.
У децембру, добио је награду бибисија за спортску личност године, испред Моа Фараха.

### 2012.
Године 2012, је почео на Туру Катара, где се мучио са болешћу, али је побиједио на трећој етапи и тако остварио прву побједу у тиму Скај. Побиједио је и на петој етапи, а на задњој је пао, али је трку завршио на шестом мјесту у генералном пласману. На Туру Омана није остварио побједу, а затим је освојио Курне—Брисел—Курне. Покушао је да освоји Милано—Санремо, али је отпао од групе на успону ла Маниа, на 100 km до циља и није могао да се врати и одустао је. Није успио да заврши ниједан наредни класик 2012. На Туру Романдије завршио је трећи на прологу, али није остварио ниједну побједу.
Недељу дана касније, побиједио је у спринту на другој етапи на Ђиро д’Италији у узео је розе мајицу. На трећој етапи, Роберто Ферари је агресивном вожњом ушао у Кевендишеву путању и оборио га. Кевендиш се брзо опоравио и освојио је етапе 5 и 13, али није успио да освоји класификацију по поенима, освојио је Хоаким Родригез, који је имао 1 бод испред Кевендиша. Возио је Стар ЗЛМ Тур, није побиједио ни на једној етапи, али је освојио трку и то је била његова прва освојена трка у каријери.
На Тур де Франсу, побиједио је у спринту на другој етапи, а на трећој је био захваћен у великом паду на 3 km до циља. У наставку Тура, радио је за Вигинса, који је покушавао да освоји Тур. Кевендиш је носио воду сувозачима, а радио је на челу групе током једног успона у Пиринејима. Тим му се одужио за напоран рад јурећи бијег на етапи 13. На 200 метара до циља, Луис Леон Санчез и Николас Роуч су и даље били испред, Кевендиш је кренуо у спринт и одспринтао их на линији циља. Побједу је остварио и на задњој, 21 етапи. То му је била 23 побједа на Туру, чиме је престигао француског спринтера Андреа Даригада. Такође постао је први возач који је побиједио на Јелисејским Пољима у мајици свјетског шампиона. Француски лист Екип прогласио га је најбољим спринтером свих времена на Тур де Франсу.
Кевендишов главни циљ за 2012. било је освајање друмске трке на Олимпијским играма. Британски тим је био је у јаком саставу, Бредли Вигинс, Крис Фрум, Роберт Милар и Ијан Станард су покушавали да контролишу трку и омогуће Кевендишу борбу у спринту. На задњем успону, у напад је отишло 30 возача и упркос напору британских возача и Кевендишевог сувозача из тима Скај, Аустријанца Бернија Ајзела, нису их стигли и Кевендиш је завршио на 29 мјесту, 40 секунди иза побједника Александа Винокурова.
У финишу сезоне освојио је три етапе на туру Британије. 18. октобра потписао је трогодишњи уговор са тимом Омега Фарма Квик Степ.

### 2013.
Године 2013, је почео побједом на првој етапи Тура Сан Луис. На Туру Катара, освојио је четири од шест етапа и освојио је трку. Освојио је етапу на трцу Три дана Депана, а на класику Шелдепријс, у спринту га је побиједио Марсел Кител.
У мају, побиједио је на првој етапи на Ђиро д’Италији и узео је розе мајицу. Побиједио је и на шестој етапи, а побједом на етапи 12, Кевендиш је остварио стоту побједу у каријери. До краја је побиједио на још две етапе и освојио је класификацију по поенима и постао пети возач који је освојио класификацију по поенима на све три гранд тур трке.
Дана 23. јуна освојио је национално првенство први пут у каријери. Трка је одржана у Глазгову, Кевендиш је стигао Дејвида Милара и борио се са Станардом, који је имао механичких проблема у задњем кругу и завршио је други.
У јулу, Кевендиш је побиједио на петој етапи. На хронометру на етапи 11, навијачи су га посули урином. Другу побједу, остварио је на етапи 13, када је тим Етикс агресивном вожњом на вјетру преполовио групу, једини спринтер уз Кевендиша био је Петер Саган и Кевендиш га је одспринтао. На задњој етапи, на Јелисејским Пољима, након четири године, није побиједио, завршио је трећи. Након Тура освојио је етапу на трци у Данској.
У септембру, Кевендиш се вратио на писту први пут након Олимпијских игара 2008. Учествовао је на Белгија опену, на Велодрому у Генту, гдје је завршио скреч трку на другом мјесту, а у медисону на трећем. На крају сезоне, на Туру Британије освојио је три етапе.

### 2014.
Године 2014, није била успјешна за Кевендиша. Најбољи резултат у прољећним класицима било му је пето мјесто на Милано—Санрему. На Туру Турске освојио је четири етапе и класификацију по поенима. Није возио Ђиро д’Италију, у намјери да спремнији дочека Тур де Франс.
На Тур де Франсу, прва етапа је била спринтерска, у Јоркширу и Кевендиш је имао нову шансу да први пут обуче жуту мајицу. У спринту, на 500 метара до циља, Кевендиш и Сајмон Геранс су имали контакт и пали су. Кевендиш је повриједио десно раме и напустио је Тур.
Опоравио се од повреде и вратио се трци Тур Аин, где није остварио побједу. Без побједе је завршио и Тур Британије. 2014. је остварио само 11 побједа, а није остварио ниједну на гранд тур тркама.
На крају сезоне, вратио се такмичењу на писти, са Иљом Кејсеом је освојио друго мјесто на трци Шест дана Гента, а побиједили су на трци Шест дана Цириха.

### 2015.
Године 2015, је стартовао добро, остварио је пет побједа у фебруару, од тога је освојио Дубаи Тур, уз двије етапне победе и класификацију по поенима. У марту је освојио Курне—Брисел—Курне други пут у каријери. Учествовао је на Тирено—Адријатику, али је пао током друге етапе, у инциденту који је изазвао Елија Вивијани. На Туру Турске освојио је три етапе и класификацију по поенима, а на Туру Калифорније четири етапе уз класификацију по поенима.
На Туру Швајцарске није остварио побједу, док је на Тур де Франсу освојио седму етапу.
Дана 16. августа вратио се вожњи на писти у пару са Бредлијем Вигинсом, први пут након Олимпијских игара 2008. Побиједили су у медисону на новоотвореном Велодрому у Дербију.
Дана 29. септембра, озваничен је прелазак Кевендиша у афрички тим МТН Кубека, која је на крају 2015. промијенила име у Дименжен дата. Са Кевендишем су прешли његови сувозачи из ХТЦ-а, а касније Скаја и Етикса, његови највећи помоћници, Марк Реншо и Бернард Ајзел.

### 2016.
У фебруару, Кевендиш је освојио Тур Катара други пут, уз једну етапну побједу. Годину је стартовао са циљем да освоји медаљу на Олимпијским играма у Рио де Женеиру. Као припрему, освојио је Свјетско првенство у медисону са Вигинсом. На Туру Хрватске побиједио је на другој етапи.
На Тур де Франсу, Кевендиш није био фаворит у спринту, због слабијих резултата. На првој етапи, у директном спринту је побиједио највећег ривала, Марсела Китела и узео жуту мајицу први пут у каријери. Мајицу је већ на другој етапи преузео Петер Саган, а Кевендиш је другу побједу остварио на трећој етапи, гдје је у фото финишу побиједио Андреа Грајпела. То је била његова 28 побједа, чиме се изједначио са Бернаром Иноом, а са побједом, преузео је зелену мајицу. Трећу побједу остварио је на шестој етапи и повећао је вођство у класификацији по поенима. Саган је мајицу преузео на десетој етапи. На етапи 11, Саган је заједно са Крисом Фрумом напао и освојио етапу, тако спријечивши Кевендиша да се бори за побједу. Четврту побједу, Кевендиш је остварио на етапи 14, где је опет доминирао у спринту и тако остварио 30 побједу на Тур де Франсу. Тур је напустио током другог дана одмора, прије тешких брдских етапа, да би се спремио за Олимпијске игре.
На Олимпијским играма, Кевендиш није возио друмску трку, јер је била превише напорна стаза и није била за спринтере. Одлучио се да вози само на писти, омнијум (шест дисциплина које се бодују), јер медисон више није била дисциплина на Олимпијским играма. Кевендиш је у већем дијелу био трећи, а у задњој дисциплини, успио је да обезбеди сребро у омнијуму, остао је иза Елије Вивијанија.

## Приватни живот
Кевендиш има три куће, једну на острву Мен, једну у Есексу, гдје живи са женом и једну у тренинг бази, у Тоскани, у Италији.
Дана 5. октобра 2013. Кевендиш се оженио са бившим моделом, Петом Тод, а ћерку су добили 3. априла 2012.
У новембру 2015. добио је почасни докторат од универзитета у Честеру, за свој допринос бициклизму.